# Jack Schiefer

Jack Schiefer (1967)

Jakob „Jack“ Schiefer (* 16. April 1898 in Sinnersdorf, heute zu Pulheim, als Jakob Erpenbach; † 29. Januar 1980 in Erkelenz) war deutscher Sozialdemokrat, Widerstandskämpfer und politischer Häftling in der NS-Zeit. 1945 wurde er erster Landrat und 1946 Oberkreisdirektor im damaligen Landkreis Erkelenz. Später war er Leiter des Ressorts für Arbeit und Soziales bei der Europäischen Gemeinschaft für Kohle und Stahl in Luxemburg. Jack Schiefer veröffentlichte zahlreiche Bücher.

## Leben
Jack Schiefer wurde am 16. April 1898 in Sinnersdorf bei Köln als Jakob Erpenbach unehelich geboren und später von seinem Stiefvater adoptiert, weswegen er den Familiennamen Schiefer annahm.
Nach der Volksschule arbeitete er als Viehwärter in der Landwirtschaft seines Heimatortes. Im Ersten Weltkrieg lag er mit 18 Jahren von Mai 1916 bis April 1917 als kriegsfreiwilliger Infanterist an der französischen Front im Elsass im Felde. Von 1917 bis 1926 arbeitete er als Zuschläger in der Kölner Eisenbahnschmiede und hatte 1923 am Ruhr-Kampf teilgenommen.
Jack Schiefer war Autodidakt und aufgrund eines Stipendiums der Katholischen Arbeiter-Bewegung besuchte er von 1926 bis 1928 die Fachschule für Wirtschaft und Verwaltung in Düsseldorf, wurde 1928 Arbeitersekretär des Allgemeinen Deutschen Gewerkschaftsbundes (ADGB), erlangte im Mai 1928 in einer Prüfung vor dem Preußischen Kultusministerium die Berechtigung zum Studium ohne Reifezeugnis. So studierte er neben seinem Beruf Volkswirtschaftslehre an der Universität zu Köln, wo er im Wintersemester 1931/32 den Abschluss als Diplom-Volkswirt erreichte und 1933 zum Dr. rer. pol. promovierte. Seine Diplomarbeit bei Bruno Kuske hatte das Thema: Die Grundzüge der Geschichte der deutschen freien Gewerkschaften seit Aufhebung des Sozialistengesetzes. Seit 1920 war er gewerkschaftlich im Deutschen Eisenbahner-Verband organisiert.
Als Sozialdemokrat, Gewerkschafter und erklärter Gegner der Nazis gesucht, emigrierte er noch 1933 nach Amsterdam, wo er wissenschaftlicher Mitarbeiter an der Economisch-Historischen Bibliothek des niederländischen Sozialdemokraten und Staatswissenschaftlers Professor Nicolaas Wilhelmus Posthumus (1880–1960) war, der seinerseits gute Kontakte zu den Spitzenfunktionären der Sozialdemokratischen Partei Deutschlands im Prager Exil unterhielt. Die Bibliothek ging in das ebenfalls von Professor Posthumus 1935 gegründete Internationale Institut für Sozialgeschichte über, das in der Zeit des Amsterdamer Exils vieler Sozialdemokraten deren konspirativer Treffpunkt war.
Von Amsterdam aus organisierte Jack Schiefer in einer Gruppe von weiteren emigrierten Gewerkschaftsführern, sozialdemokratischen Reichstagsabgeordneten und Funktionären Widerstand gegen Hitler.
Zu dieser Gruppe gehörten
- Erich Kuttner, Jude, Abgeordneter des Preußischen Landtags und Redakteur der Parteizeitung Vorwärts, den die Nazis später im KZ ermordeten,
- Franz Vogt, Abgeordneter des Preußischen Landtags und Redakteur der Bergarbeiter-Zeitung, der sich das Leben nahm, als die Deutschen im Mai 1940 Amsterdam besetzten,
- Toni Reissner, Vorsitzender des Gesamtverbandes der Verkehrsgewerbe, der aus demselben Grunde in den Tod ging,
- Gerd Schreiner, Redakteur, der von der Gestapo in Amsterdam erschlagen wurde,
- Werner Auerbach, Redakteur, der nach England entkommen konnte,
- Helmut Kern, Redakteur, dem die Flucht in die USA gelang,
- Fritz Schröder, Reichstagsabgeordneter und Führer der Angestelltengewerkschaft, der bei einem Verkehrsunfall ums Leben kam.

Sie waren Verfasser und Herausgeber der in Amsterdam erschienen Emigranten-Zeitung Freie Presse, schrieben für die Sozialistische Aktion und das niederländische Arbeiterblatt Het Volk.
Unterstützt wurden die Amsterdamer Emigranten von niederländischen Gesinnungsgenossen, so dem Sekretär der Internationalen Transportarbeiter-Föderation, Edo Fimmen, der unter den organisierten Seeleuten in allen Häfen der Welt bekannt war und die illegalen Schriften der SPD auf Rheinschiffen ins Deutsche Reich schleuste.
Bei alledem führte Jack Schiefer Nachrichten- und Kurierdienste zwischen dem Reich und dem Ausland durch und nahm unter dem Decknamen „Niemöller“, den Fritz Schröder ihm gegeben hatte, an den Auslandskonferenzen von Sozialdemokraten teil, wo er mit Otto Wels, Erich Ollenhauer, Rudolf Hilferding und anderen des Parteivorstandes aus Prag zusammentraf und Reden hielt.
Am 20. Juli 1935 wurde Jack Schiefer bei einer Kurierfahrt ins Reich aufgrund einer Denunziation vor dem Bahnhof in Erkelenz verhaftet und bis zum nächsten Mittag im lokalen Polizeigefängnis, das sich im Alten Rathaus befand, inhaftiert. Er wurde der Gestapo übergeben und in deren Folterkellern festgehalten. Am 11. Dezember 1936 wurde er von dem 2. Senat des Volksgerichtshofes wegen Vorbereitung zum Hochverrat zu zweieinhalb Jahren Zuchthaus verurteilt. „Wäre mir der Umfang meiner illegalen Tätigkeit nachgewiesen worden, lebte ich nicht mehr“, schrieb er später.
In dem formal gegen „Runge u. a.“ wegen Vorbereitung zum Hochverrat durch Verbreitung von illegalen Schriften an nur sechs Verhandlungstagen in Düsseldorf stattgefundenen Verfahren gab es 18 Angeklagte, darunter
- Hermann Runge, später Bundestagsabgeordneter,
- Ludwig Philipp Lude, später Regierungspräsident in Aachen,
- Franz Bott, der im Herbst 1944 noch einmal in Köln im „Nationalkomitee Freies Deutschland“ tätig wurde,
- Willi Schirrmacher, von 1962 bis 1970 Abgeordneter im Landtag von Nordrhein-Westfalen,
- Adam Romboy, 1945 bis 1949 Bürgermeister von Mönchengladbach-Rheindahlen, Vorstandsmitglied der Arbeiterwohlfahrt, nach ihm eine Straße und ein Seniorenheim der Arbeiterwohlfahrt benannt sind,
- Ernst Alex, 1946 Oberstadtdirektor von Rheydt, 1947 bis 1967 Stadtdirektor von Viersen,
- Heinrich Hamacher, von 1957 bis 1969 Bundestagsabgeordneter,
- Wilhelm Kattwinkel, nach dem heute in Lüdenscheid eine Straße benannt ist,
- Ernst Gnoß, von 1946 bis 1949 Abgeordneter im Landtag von Nordrhein-Westfalen, von 1946 bis 1948 Landtags- und Landtagsvizepräsident, von 1948 bis zu seinem Tod 1949 Minister für Wiederaufbau,
- Sebastian Dani, später Bürgermeister und Stadtdirektor von Bonn.

Sie alle hatten in der einen oder anderen Art und Weise ihren Beitrag zu der illegalen Schriftenverteilung gegen die Nazi-Diktatur geleistet. Zwei Angeklagte wurden freigesprochen, die übrigen zu Freiheitsstrafen zwischen einem Jahr und vier Monaten Gefängnis und neun Jahren Zuchthaus verurteilt.
Für Jack Schiefer hatte der Oberreichsanwalt 10 Jahre Zuchthaus gefordert, aber weder sein Auftreten unter dem Namen des gesuchten „Niemöller“, hinter dem man den Kopf der Organisation vermutete, noch eine Beteiligung an der Schriftenverteilung waren ihm nachzuweisen, sondern lediglich die Teilnahme an zwei Auslandskonferenzen der SPD in Lüttich und Antwerpen. Laut Urteilsbegründung war für ihn strafbegründend und straferschwerend zugleich, „dass die Betätigung Schiefers auf den beiden Konferenzen als besonders gefährlich angesehen werden musste … Schon die Anwesenheit und die Reden eines Mannes von dem geistigen Format des Schiefer … musste die Hoffnungen der Konferenzteilnehmer auf einen Erfolg ihrer illegalen Arbeit steigern und ihnen das Gefühl geben, dass Schiefer auf ihrer Seite im Kampf gegen das Dritte Reich stand.“ Strafmildernd berücksichtigte das Gericht, „dass der Angeklagte Schiefer im Kriege seine Pflicht getan, sich im Jahre 1923 bei der Abwehr des französischen Ruhreinbruchs und bei der Bekämpfung der Separatisten in ganz erheblichem Maße für Deutschland eingesetzt und dabei u. a. selbst die Sprengung einer Rhein-Brücke vorgenommen hat.“
Ausweislich der Gerichtsakte war der 2. Senat des Volksgerichtshofes besetzt mit Volksgerichtsrat Hartmann als Vorsitzendem Richter, Landgerichtsdirektor Zieger als Richter, Oberstleutnant Stutzer als Richter, Oberst Schroers als Richter, SS-Obergruppenführer Josias zu Waldeck und Pyrmont als Richter, Oberstaatsanwalt Peich als Beamter der Staatsanwaltschaft, Justizsekretär Semmelrogge als Urkundsbeamter der Geschäftsstelle.

Deklaration aus dem Jahre 1945

Jack Schiefer saß im Zuchthaus Lüttringhausen ein. Sein Verteidiger Paul Mehlkopf, Senior-Sozius in der Kanzlei des späteren Bundesfinanzministers Franz Etzel, erreichte jedoch, dass er zu Weihnachten 1938 unter Bewährungsauflage vorzeitig entlassen wurde. Jack Schiefer blieb nach seiner Entlassung in Deutschland und arbeitete als Geschäftsführer in der Industrie, war aber immer wieder den Verhören und Misshandlungen der Gestapo ausgesetzt.
Während des Zweiten Weltkrieges führte er ein geheimes Tagebuch, das er 1947 veröffentlichte. Trotz „Wehrunwürdigkeit“ wurde er zweimal zum Strafbataillon 999 einberufen. Das erste Mal im Januar 1944 entging er dem mit Hilfe von Freunden, das zweite Mal im Januar 1945 tauchte er unter.
Nach der Einnahme von Erkelenz durch die amerikanische Armee, 26. Februar 1945, kehrte Jack Schiefer am 19. März 1945 von Sinnersdorf in die Stadt zurück. Zehn Tage später wurde er von der amerikanischen Militärregierung zu deren Zivilvertreter und am 20. April 1945 zum Landrat des damaligen Kreises Erkelenz berufen. Im Februar 1946 wählte ihn der Kreistag zum Oberkreisdirektor. Von August 1947 an war er Referent des Arbeitsministers in Düsseldorf und schließlich mit dessen Empfehlung ab 1951 als 'eine der besten Fachkräfte seines Landes' Leiter des Ressorts für Arbeit und Soziales bei der Europäischen Gemeinschaft für Kohle und Stahl in Luxemburg, dem Vorläufer der heutigen EU. In dieser Zeit war er auch Gastdozent an der Universität zu Köln.
Nach seiner Pensionierung im Jahre 1963 kehrte er nach Erkelenz zurück, wo er noch langjähriges Mitglied des Rates der Stadt war und am 29. Januar 1980 verstorben ist.
Jack Schiefer war Mitbegründer der ersten deutschen Journalistenschule (Aachen, 1945), Verfasser unzähliger Aufsätze und eines Dutzends Bücher wissenschaftlicher, aber auch schöngeistiger Natur.

## Ehrungen
- In Erkelenz wurde die Dr.-Jack-Schiefer-Straße nach ihm benannt.
- Die Erkelenzer Route gegen das Vergessen erinnert mit einer Gedenktafel am Alten Rathaus an den Widerstandskämpfer.

## Werke
- Gedichte aus zwanzig Jahren. 1940, nur teilweise veröffentlicht
- Die Zuchthaus-Ballade. Verlagsanstalt Heinrich Hollands, Aachen 1946
- Leitfaden der Geschichte der freien Gewerkschaften Deutschlands von 1890-1932. Verlagsanstalt Heinrich Hollands, Aachen 1946
- Geschichte der deutschen Gewerkschaften. Grenzland-Verlag Heinrich Hollands, Aachen 1946
- Die Gewerkschaften im Wirtschafts- und Gesellschaftsleben. Grenzland-Verlag Heinrich Hollands, Aachen 1947
- Tagebuch eines Wehrunwürdigen. Grenzland-Verlag Heinrich Hollands, Aachen 1947
- Zur Soziologie der deutschen Gewerkschaften. Grenzland-Verlag Heinrich Hollands, Aachen 1947
- Zerstörung und Wiederaufbau im Kreise Erkelenz. Grenzland-Verlag Heinrich Hollands, Aachen 1948
- Das System der sozialen Sicherheit in den Vereinigten Staaten. Lutzeyers Fortsetzungswerke, Frankfurt/M., Bonn 1952
- Europäischer Arbeitsmarkt, Freizügigkeit und Mobilität der Arbeitnehmer. Verlag August Lutzeyer, Baden-Baden, Bonn 1961
  - Marché du Travail Européen. Paris 1961
  - Il Mercato del Lavoro in Europa. Mailand 1961
  - De Europese Arbeidsmarkt. Leiden 1961

Herausgeberschaften
- Gewerkschaftliche Schriftenreihe. Grenzland-Verlag Heinrich Hollands, Aachen 1946 ff
- Deutsches Tarif Archiv. Amboss-Verlag Dr. Schiefer, Erkelenz 1949 ff
- Europäische Sozialberichte. Verlag August Lutzeyer, Baden-Baden, Bonn 1963 ff
- EURISI, Europäische und Internationale Sozial-Informationen. Eurobuch-Verlag August Lutzeyer, Freudenstadt 1965 ff

Überlieferung
- Dokumente aus dem unveröffentlichten schriftlichen Nachlass in Privatbesitz, darunter Anklageschrift und Urteil vor dem Volksgerichtshof.
- Einige Briefe von Jack und Martha Schiefer befinden sich beim Internationalen Institut für Sozialgeschichte in der Sammlung Franz Vogt